# Saint-Venant
Pour les articles homonymes, voir Saint-Venant (homonymie).
Saint-Venant est une commune française située dans le département du Pas-de-Calais en région Hauts-de-France. Ses habitants sont appelés les Saint-Venantais. La commune est membre de la communauté d'agglomération de Béthune-Bruay, Artois-Lys Romane.

## Géographie

### Localisation
Localisée dans l'est du département du Pas-de-Calais et limitrophe du département du Nord, Saint-Venant est un bourg rural bordé par la Lys et situé, à vol d'oiseau, à 12 km au nord-ouest de la commune de Béthune (chef-lieu d'arrondissement).
Le territoire de la commune est limitrophe de ceux de huit communes, dont deux, Haverskerque et Thiennes, dans le département du Nord .
Les communes limitrophes sont Haverskerque, Robecq, Thiennes, Aire-sur-la-Lys, Busnes, Guarbecque, Isbergues et Saint-Floris.

### Géologie et relief
La superficie de la commune est de 14,24 km2 ; son altitude varie de 15  à   19 mètres.

### Hydrographie

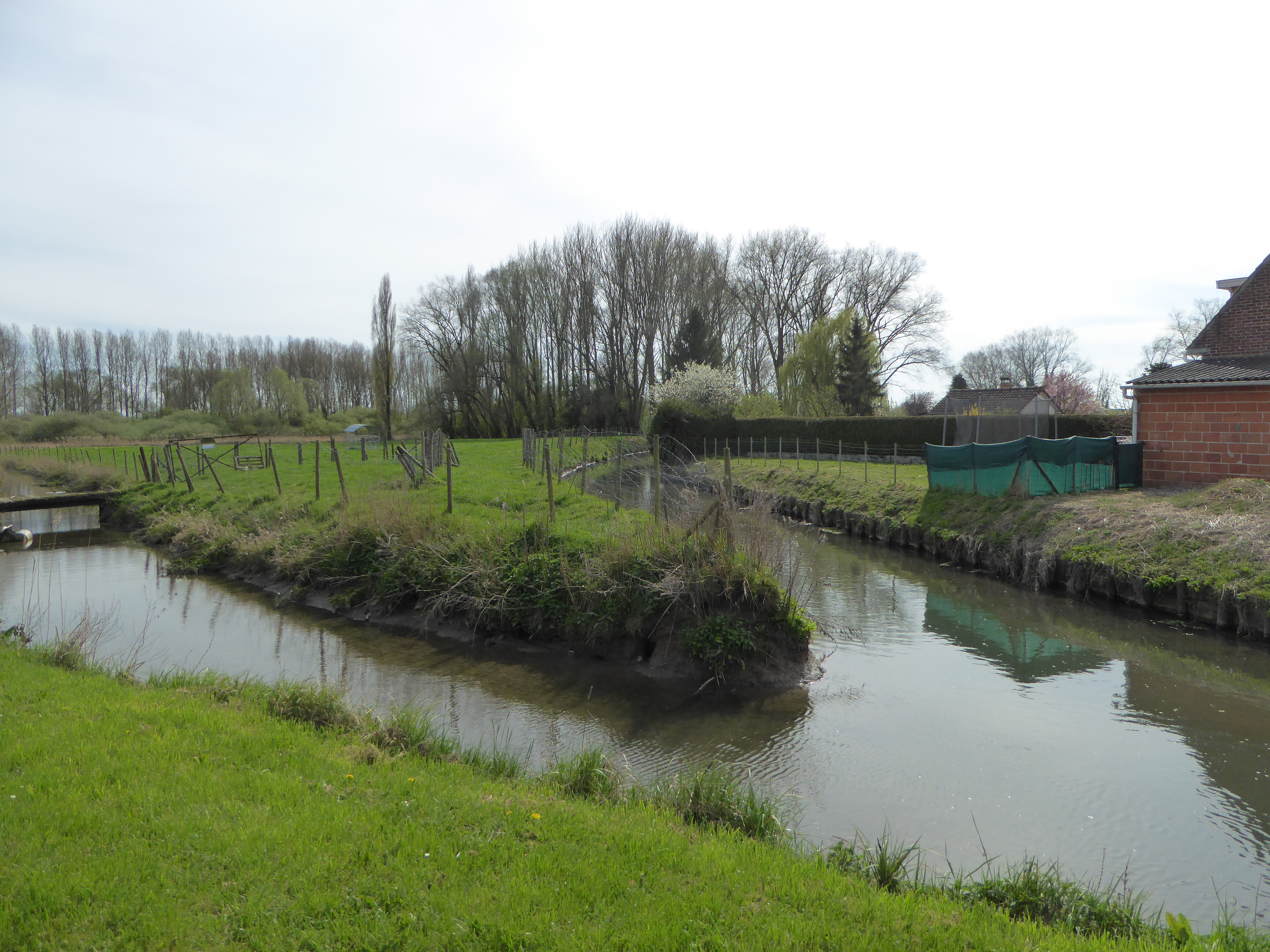
La rivière de Busnes.

Saint-Venant est situé au confluent de la Lys et du Guarbecque.
La commune, située dans le bassin Artois-Picardie, est, selon le Service d'administration nationale des données et référentiels sur l'eau (Sandre), drainée par 24 cours d'eau :
- la Lys, d'une longueur de 134,01 km, qui prend sa source dans la commune de Lisbourg, dans le département du Pas-de-Calais, et se jette dans l'Escaut au niveau de la commune de Gand, en Belgique[5] ;
- la rivière de Busnes, d'une longueur de 13 km, qui prend sa source dans la commune de Lillers et se jette dans la Lys, au niveau de la commune de Haverskerque[6] ;
- le Guarbecque, cours d'eau naturel de 11,87 km, qui prend sa source dans la commune de Norrent-Fontes et se jette dans la Lys, au niveau de la commune d'Haverskerque[3] ;
- la Vieille Lys de Saint-Venant, d'une longueur de 8,46 km qui prend sa source dans la commune de Thiennes et se jette dans la Vieille Lys Aval au niveau de la commune d'Haverskerque[7] ;
- le Laque Bras Est, d'une longueur de 8,09 km qui prend sa source dans la commune de Witternesse et se jette dans la Vieille Lys au niveau de la commune[8] ;
- le Fauquethun, cours d'eau naturel de 7,59 km, qui prend sa source dans la commune de Guarbecque et se jette dans le Guarbecque, au niveau de la commune de Saint-Venant[9] ;
- le courant de la Demingue, d'une longueur de 7,47 km, qui prend sa source dans la commune et se jette dans la Lys, au niveau de la commune de Merville[10] ;
- la Vieille Lys, d'une longueur de 6,8 km qui prend sa source dans la commune d'Aire-sur-la-Lys et se jette dans la Lys au niveau de la commune de Thiennes[11].

Et seize petits cours d'eau dont la longueur est inférieur à 3 km,,,,,,,,,,,,,,,.

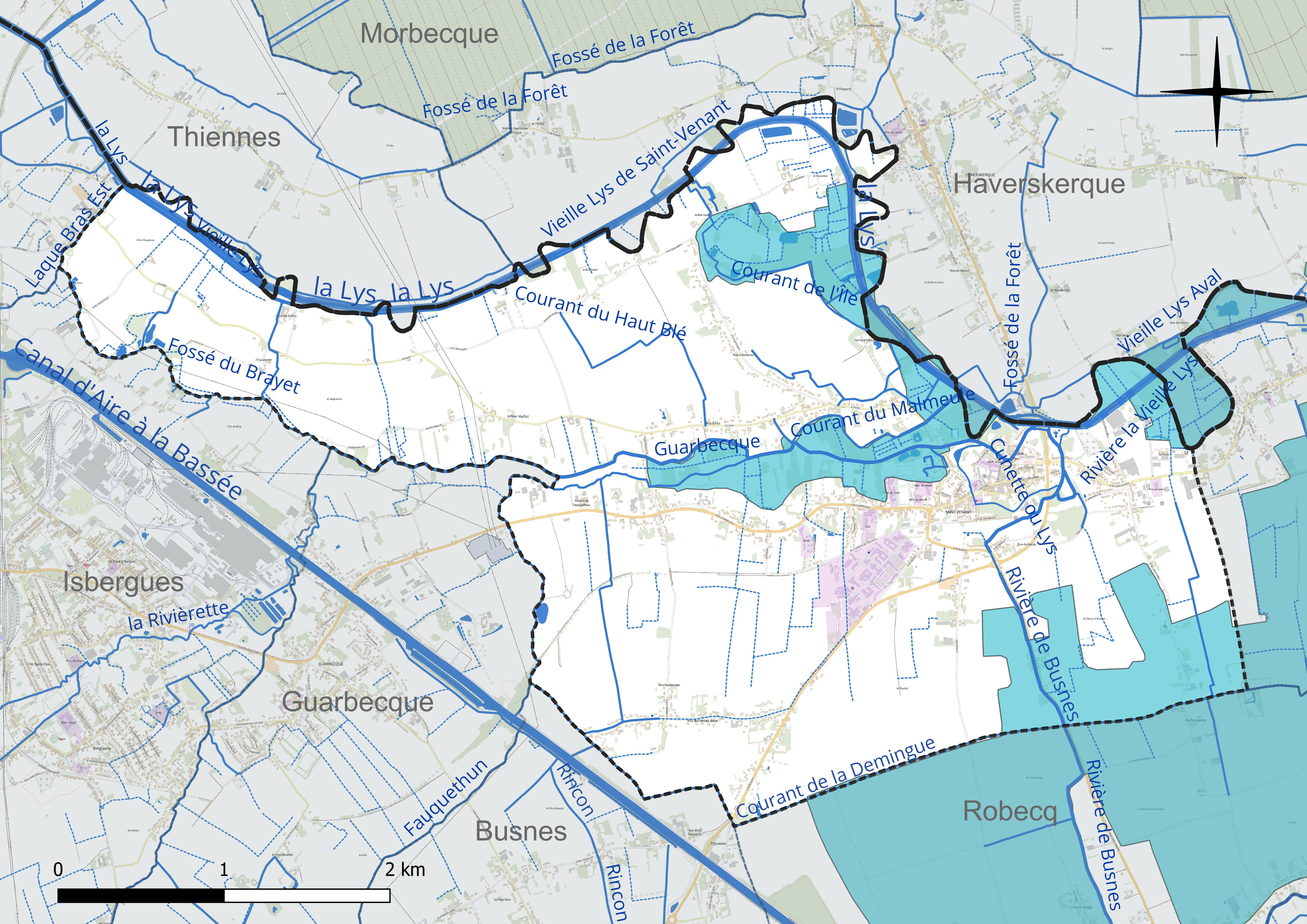
Réseau hydrographique de Saint-Venant.

### Climat
Pour des articles plus généraux, voir Climat des Hauts-de-France et Climat du Nord-Pas-de-Calais.
En 2010, le climat de la commune est de type climat océanique dégradé des plaines du Centre et du Nord, selon une étude du Centre national de la recherche scientifique (CNRS) s'appuyant sur une série de données couvrant la période 1971-2000. En 2020, Météo-France publie une typologie des climats de la France métropolitaine dans laquelle la commune est exposée à un climat océanique et est dans la région climatique Côtes de la Manche orientale, caractérisée par un faible ensoleillement (1 550 h/an) ; forte humidité de l’air (plus de 20 h/jour avec humidité relative > 80 % en hiver), vents forts fréquents.
Pour la période 1971-2000, la température annuelle moyenne est de 10,7 °C, avec une amplitude thermique annuelle de 13,8 °C. Le cumul annuel moyen de précipitations est de 696 mm, avec 11,8 jours de précipitations en janvier et 8,4 jours en juillet. Pour la période 1991-2020, la température moyenne annuelle observée sur la station météorologique la plus proche, située sur la commune de Lillers à 8 km à vol d'oiseau, est de 11,1 °C et le cumul annuel moyen de précipitations est de 731,5 mm,. Pour l'avenir, les paramètres climatiques de la commune estimés pour 2050 selon différents scénarios d'émission de gaz à effet de serre sont consultables sur un site dédié publié par Météo-France en novembre 2022.

### Milieux naturels et biodiversité
L’Inventaire national du patrimoine naturel (INPN) recense plusieurs espèces faunistiques et floristiques sur le territoire de la commune dont certaines sont protégées et d’autres menacées et quasi-menacées.

## Urbanisme

### Typologie
Au 1er janvier 2024, Saint-Venant est catégorisée bourg rural, selon la nouvelle grille communale de densité à sept niveaux définie par l'Insee en 2022.
Elle appartient à l'unité urbaine de Béthune, une agglomération inter-départementale regroupant 94  communes, dont elle est une commune de la banlieue,,.

### Occupation des sols
L'occupation des sols de la commune, telle qu'elle ressort de la base de données européenne d’occupation biophysique des sols Corine Land Cover (CLC), est marquée par l'importance des territoires agricoles (88,3 % en 2018), en diminution par rapport à 1990 (91,5 %). La répartition détaillée en 2018 est la suivante : 
terres arables (66,5 %), prairies (18,8 %), zones urbanisées (11,7 %), zones agricoles hétérogènes (3 %). L'évolution de l’occupation des sols de la commune et de ses infrastructures peut être observée sur les différentes représentations cartographiques du territoire : la carte de Cassini (XVIIIe siècle), la carte d'état-major (1820-1866) et les cartes ou photos aériennes de l'IGN pour la période actuelle (1950 à aujourd'hui).

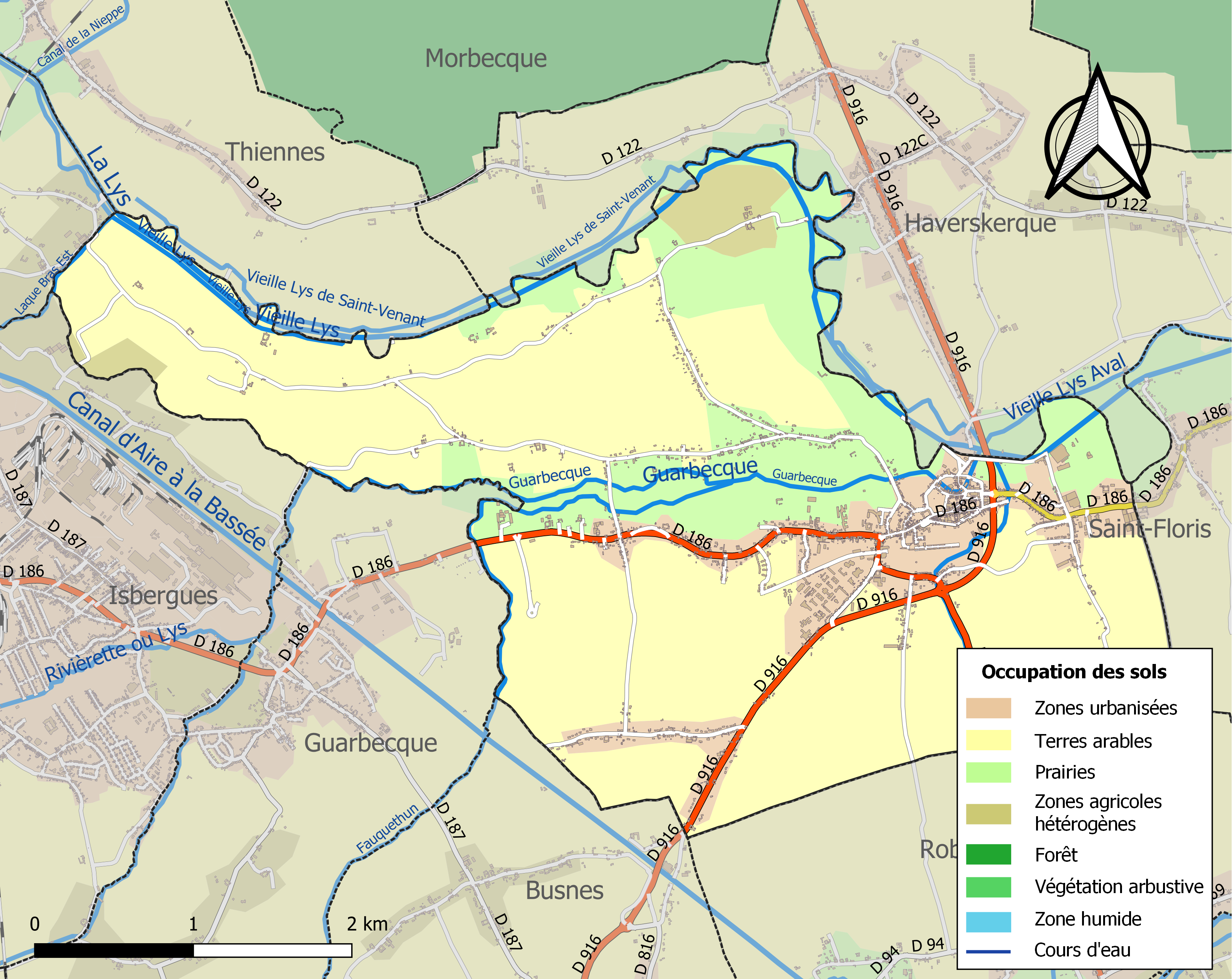
Carte des infrastructures et de l'occupation des sols de la commune en 2018 (CLC).

## Toponymie
Le nom de la localité est attesté sous les formes Papinghem en 1075 ; Sanctus Venantius en 1190 ; Vnaent, Vnaento au XIIe siècle ; Sainct-Venant en 1251 ; Sanctus Venancius en 1296 ; Venantiopolis en 1786 ; Saint Venant en 1793 et Saint-Venant depuis 1801.
Durant la Révolution française, la commune porte le nom de Pot-Vert ou Fort-Vert.
Cet hagiotoponyme provient du nom d'un saint ermite qui s’y serait établi, et dont la tombe se trouve à l'emplacement de l'actuelle église au VIIIe siècle.

## Histoire
Avant 1282, Hellin de Wavrin (maison de Wavrin), seigneur de Saint-Venant, est en litige avec le chapitre d'Aire-sur-la-Lys à propos de leurs droits respectifs à Saint-Venant. En 1282, Robert de Wavrin, frère et successeur d'Hellin, passe une charte pour régler le conflit.
En juin 1347, le roi de France Philippe VI de Valois, échouant à détacher les milices flamandes de l'alliance anglaise  (guerre de Cent Ans) ravage les pays de Saint-Venant, La Gorgue, Estaires.
En 1376, Alice de Wavrin, dame de Saint-Venant (les hommes sont « seigneur » d'un lieu, les femmes sont « dame » de) doit reconnaitre devant le représentant du roi que le chapitre détient le droit de justice sur le village.
Autrefois ville fortifiée, il s’agit aussi d’une seigneurie érigée en comté en 1655. Le 17 mai 1655, par lettres données à Madrid, la ville et terre de Saint-Venant est érigée en comté au profit de Maximilien de Lières, baron du Val, seigneur de Saint-Venant, gouverneur de Saint-Omer, dont les ancêtres ont, depuis le temps des ducs de Bourgogne jusqu'alors, successivement porté les armes pour le service de leur prince avec grande valeur et loyauté.
Le village est définitivement annexé à la France avec le traité d'Utrecht (1713).
D'après l'historien français Auguste de Loisne : « Saint-Venant, ville forte de l'Artois, faisait partie du bailliage de Lillers en 1789 et était le chef-lieu d’une subdélégation de l'intendance de Flandre et d’Artois. Sa coutume locale avait été rédigée en 1507 suivant la coutume générale d’Artois et son église paroissiale, d’abord diocèse de Thérouanne, puis de Saint-Omer, doyenné de Lillers, était consacrée à saint Venant ; le chapitre de Lillers présentait à la cure. Ancienne maladrerie, l'Ospital de Saint-Venant, 1276 (chap. d’Aire, c. i), fondée au XIIe siècle et réunie, par les édits de 1695 et 1696, à l'hôpital de Lillers. »

### Première Guerre mondiale
Située à 12 kilomètres au sud du front, Saint-Venant devient rapidement un centre de logistique stratégique pour les Alliés. La région est alors directement rattachée au commandement militaire de l'armée anglaise répondant aux ordres du maréchal Douglas Haig.
De juin 1915 à octobre 1917, les services de santé britanniques et indiens sont établis à Saint-Venant. Dans le cimetière, on trouve les tombes de soldats indiens tombés entre janvier et juillet 1915, les tombes de soldats anglais et français. Le QG et le mess des forces indiennes, écossaises et anglaises sont installés dans la demeure bourgeoise La Peylouse. En 1917 et 1918, l'état-major de la jeune république portugaise s'installe au même endroit. Le général Tamagnini de Abreu, chef militaire des forces militaires du corps expéditionnaire portugais (CEP) composé d'environ 70 000 hommes dirige, depuis Saint-Venant, ses troupes lors de la bataille de la Lys en 1918, avant de libérer Lille.
La commune est décorée de la croix de guerre 1914-1918 par décret du 21 octobre 1920, distinction également attribuée à 276 autres communes du Pas-de-Calais.

### Seconde Guerre mondiale
Durant la Seconde Guerre mondiale, Saint-Venant est le théâtre de violents combats qui servent à retarder les Allemands pour couvrir l'évacuation vers Dunkerque.
Des combats sont signalés autour de la commune à partir du 23 mai 1940 et opposent les Britanniques du Royal Welch Fusiliers au régiment SS « Germania » de la SS-Division Verfügungstruppe. La ville est prise par les Allemands le 27 mai. Des civils sont pris pour cible par des SS et des soldats britanniques prisonniers et grièvement blessés sont assassinés.

## Politique et administration

### Découpage territorial
La commune se trouve dans l'arrondissement de Béthune du département du Pas-de-Calais.

#### Commune et intercommunalités
La commune est membre de la communauté d'agglomération de Béthune-Bruay, Artois-Lys Romane qui regroupe 100 communes et totalise 275 327 habitants en 2021.

#### Circonscriptions administratives
La commune est rattachée au canton de Lillers.
Saint-Venant a été chef-lieu de canton durant la Révolution (de 1790 au 8 pluviôse an IX (28 janvier 1801)).

#### Circonscriptions électorales
Pour l'élection des députés, la commune fait partie de la neuvième circonscription du Pas-de-Calais.

## Équipements et services publics

### Enseignement
La commune est située dans l'académie de Lille et dépend, pour les vacances scolaires, de la zone B.
Elle administre l'école primaire Lamartine, et le département gère le collège Georges Brassens

### Santé
La commune dispose d'un centre hospitalier, d'une maison de retraite, d'un foyer de vie « Les Passerelles », et d'un foyer d'accueil médicalisé, « La Source », dépendant d'un établissement public communal.

## Population et société
Les habitants sont appelés les Saint-Venantais.

### Démographie

#### Évolution démographique
L'évolution du nombre d'habitants est connue à travers les recensements de la population effectués dans la commune depuis 1793. Pour les communes de moins de 10 000 habitants, une enquête de recensement portant sur toute la population est réalisée tous les cinq ans, les populations de référence des années intermédiaires étant quant à elles estimées par interpolation ou extrapolation. Pour la commune, le premier recensement exhaustif entrant dans le cadre du nouveau dispositif a été réalisé en 2006.

En 2022, la commune comptait 3 002 habitants, en évolution de +0,98 % par rapport à 2016 (Pas-de-Calais : −0,72 %, France hors Mayotte : +2,11 %).
| 1793  | 1800  | 1806  | 1821  | 1831  | 1836  | 1841  | 1846  | 1851  |
| ----- | ----- | ----- | ----- | ----- | ----- | ----- | ----- | ----- |
| 2 200 | 2 035 | 2 045 | 2 188 | 2 309 | 2 262 | 2 467 | 2 584 | 2 495 |

| 1856  | 1861  | 1866  | 1872  | 1876  | 1881  | 1886  | 1891  | 1896  |
| ----- | ----- | ----- | ----- | ----- | ----- | ----- | ----- | ----- |
| 2 524 | 2 756 | 2 745 | 2 607 | 2 659 | 2 643 | 2 944 | 3 291 | 3 197 |

| 1901  | 1906  | 1911  | 1921  | 1926  | 1931  | 1936  | 1946  | 1954  |
| ----- | ----- | ----- | ----- | ----- | ----- | ----- | ----- | ----- |
| 3 318 | 3 486 | 3 472 | 3 207 | 3 658 | 3 840 | 4 184 | 3 686 | 4 126 |

| 1962  | 1968  | 1975  | 1982  | 1990  | 1999  | 2006  | 2011  | 2016  |
| ----- | ----- | ----- | ----- | ----- | ----- | ----- | ----- | ----- |
| 4 029 | 4 328 | 3 988 | 4 127 | 3 887 | 3 206 | 3 260 | 3 035 | 2 973 |

| 2021  | 2022  | - | - | - | - | - | - | - |
| ----- | ----- | - | - | - | - | - | - | - |
| 3 022 | 3 002 | - | - | - | - | - | - | - |

#### Pyramide des âges
En 2018, le taux de personnes d'un âge inférieur à 30 ans s'élève à 29,5 %, soit en dessous de la moyenne départementale (36,7 %). À l'inverse, le taux de personnes d'âge supérieur à 60 ans est de 31,0 % la même année, alors qu'il est de 24,9 % au niveau départemental.
En 2018, la commune comptait 1 424 hommes pour 1 612 femmes, soit un taux de 53,10 % de femmes, légèrement supérieur au taux départemental (51,50 %).
Les pyramides des âges de la commune et du département s'établissent comme suit.
| Hommes | Classe d’âge | Femmes |
| ------ | ------------ | ------ |
| 0,6    | 90 ou +      | 2,3    |
| 8,3    | 75-89 ans    | 12,4   |
| 18,5   | 60-74 ans    | 19,4   |
| 24,3   | 45-59 ans    | 20,7   |
| 18,3   | 30-44 ans    | 16,2   |
| 13,1   | 15-29 ans    | 13,3   |
| 16,9   | 0-14 ans     | 15,8   |

| Hommes | Classe d’âge | Femmes |
| ------ | ------------ | ------ |
| 0,5    | 90 ou +      | 1,6    |
| 5,6    | 75-89 ans    | 8,9    |
| 16,7   | 60-74 ans    | 18,1   |
| 20,2   | 45-59 ans    | 19,2   |
| 18,9   | 30-44 ans    | 18,1   |
| 18,2   | 15-29 ans    | 16,2   |
| 19,9   | 0-14 ans     | 17,9   |

## Culture locale et patrimoine

### Lieux et monuments

#### Monument historique

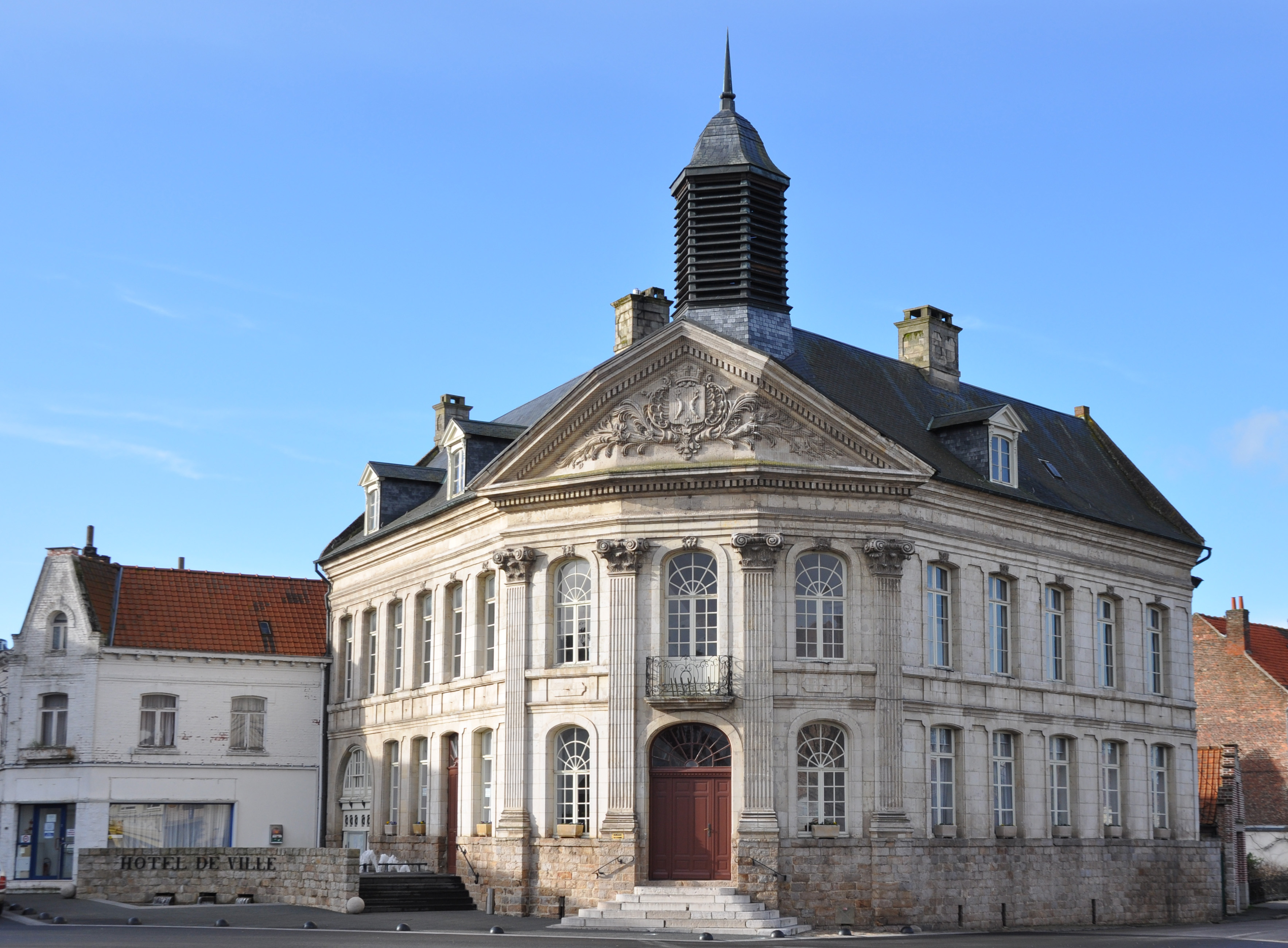
L'hôtel de ville.

- L'hôtel de ville datant de 1776, inscrit au titre des monuments historiques par arrêté du 11 janvier 1951 pour ses façades et toiture[58].

#### Autres lieux et monuments
- Le manoir situé à côté de la Lys rue du Chemin de Ceinture.

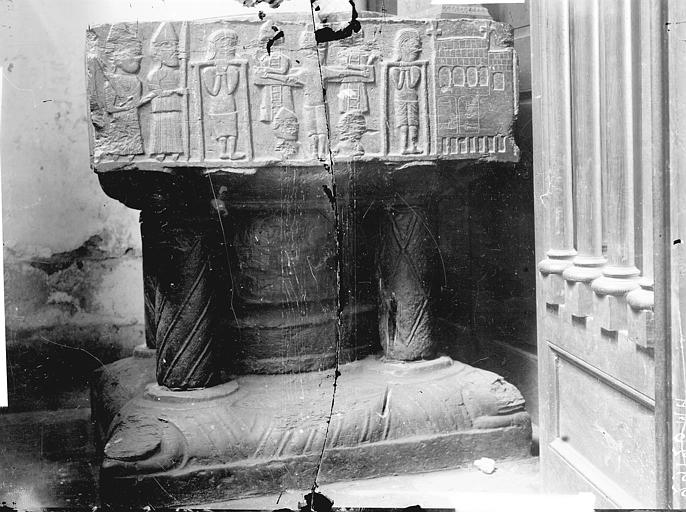
Fonts baptismaux de Saint-Venant détruits en 1917.

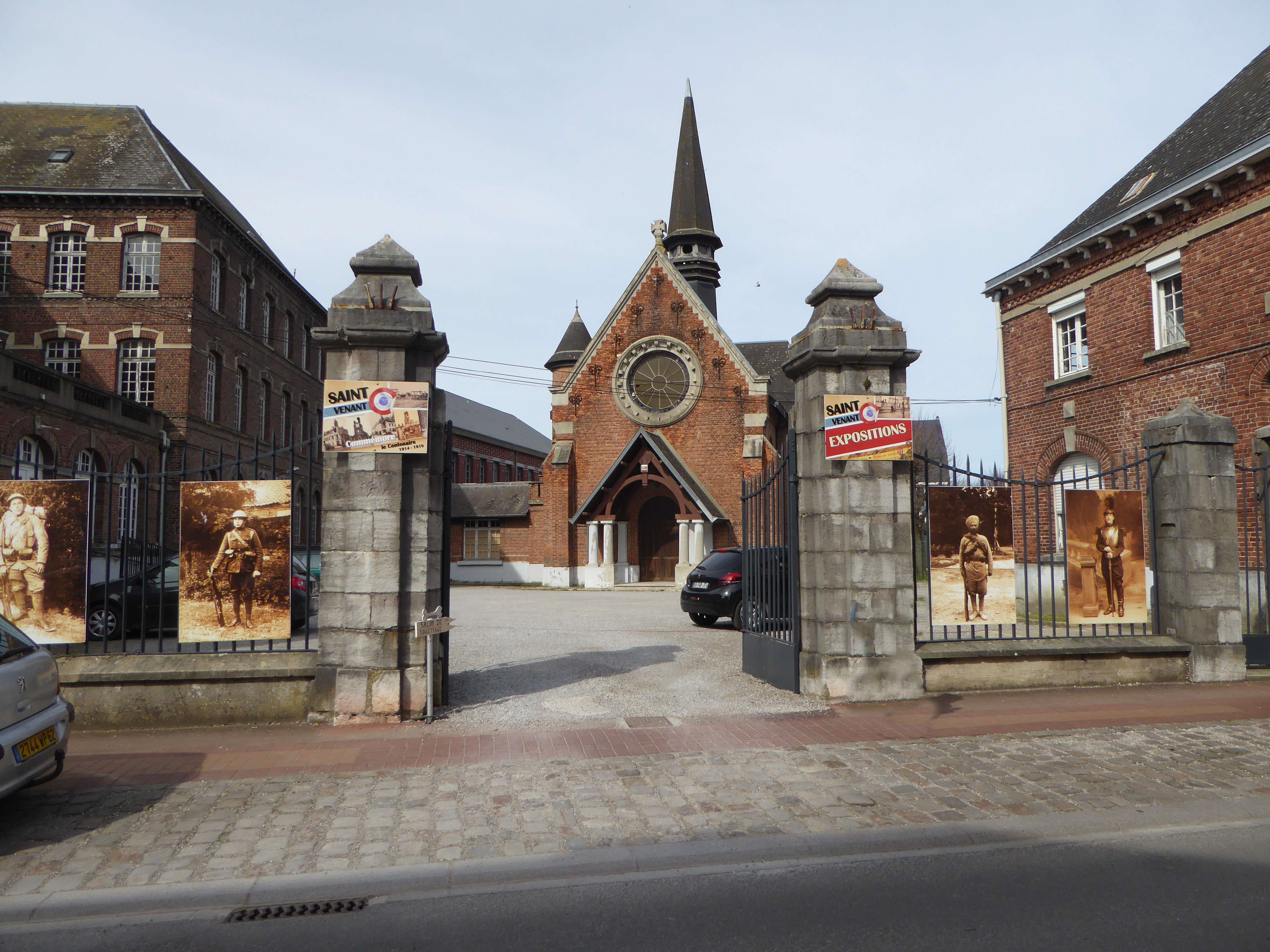
l'ancien hospice.

- L'église de Saint-Venant fut reconstruite après 1918[59]. Sa cloche date de 1670 et l'orgue du milieu du XXe siècle.

L'église abritait des fonts baptismaux du XIe siècle (art roman) détruit en 1917 pendant la Première Guerre mondiale. Ils avaient été réalisés en pierre de Tournai,,,,.
- Le monument aux morts[65].
- Deux portes des anciennes fortifications subsistent dont la porte d'Aire
- Le port de plaisance
- Le moulin à eau sur la Guarbecque
- L'ancienne gare
- Le cimetière communal
- Le St.Venant Communal Cemetery, cimetière militaire faisant partie du cimetière communal, contient 429 tombes militaires, 253 pour la Première Guerre mondiale dont 165 britanniques, et 176 pour la Seconde Guerre mondiale. Ces corps sont dus à l'établissement des services de santé britanniques et indiens à Saint-Venant de juin 1915 à octobre 1917. On trouve donc dans le cimetière les corps de soldats indiens tombés entre janvier et juillet 1915.
- Le St.Venant-Robecq Road British Cemetery, cimetière militaire britannique également situé à Saint-Venant sur la route allant à Robecq.
- Plusieurs maisons et fermes du XVIIIe siècle.

### Personnalités liées à la commune
- Robert de Waurin, généralement écrit Robert de Wavrin, seigneur de Saint-Venant († 1360), maréchal de France en 1344, membre de la Maison de Wavrin.
- Pierre Galland (1510-1559), érudit de la Renaissance, professeur royal, docteur d'université et chanoine de l'église Notre-Dame-de-Paris où il rétablit un collège et fonda quelques bourses pour des enfants de Saint-Venant.
- Jean Pierre de Selve (1647 - 1721 à Saint-Venant), chevalier, seigneur d'Audeville (Loiret), lieutenant-colonel du régiment de Picardie, brigadier des armées du roi, gouverneur de Saint-Venant, maréchal de camp des armées du roi.
- La famille Brice, famille d'artistes peintres à la cour de Bruxelles aux XVIIIe et XIXe siècles. Jean-François Brice né en 1687 à Saint-Venant, est le père du peintre Pierre-François Brice (1714-1794), né à Saint-Venant, peintre à Bruxelles à la cour de Charles de Lorraine et qui fut père du peintre et graveur Antoine Brice (1752-1817), père lui-même du grand peintre néo-classique Ignace Brice (1795-1866), professeur à l'Académie royale de Bruxelles, surnommé le David bruxellois.

### Héraldique
| Blason de Saint-Venant | Blason  | De gueules à deux bars adossés d'argent, accompagnés de trois trèfles du même, deux en chef et un en pointe. Ornements extérieursCroix de guerre 1914-1918 |
| Blason de Saint-Venant | Détails | Le statut officiel du blason reste à déterminer. |

## Pour approfondir

#### Bases de données, dictionnaires et encyclopédies
- Ressources relatives à la géographie :   - Insee (communes)
  - Ldh/EHESS/Cassini
- Ressource relative à plusieurs domaines :   - Annuaire du service public français
- Notices d'autorité :   - VIAF
  - BnF (données)
  - GND
  - Tchéquie